# 나탕
나탕 베르나르두 지소자(Natan Bernardo de Souza, 2001년 2월 6일~)는 브라질의 축구 선수이며, 레알 베티스에서 중앙 수비수로 뛰고 있다.

## 구단 경력

### 플라멩구
2020년 9월 27일, SE 파우메이라스를 상대로 구단에서의 프로 데뷔를 했으며, 해당 경기는 1-1로 마무리 되었다.

### 브라간치누
2022년 1월 22일, 레드불 브라간치누는 2026년 12월까지 계약을 맺고 나탕의 영입 조항을 행사할 것이라고 공식 발표했다.

### 나폴리
2023년 8월 7일, 나탕은 5년 계약을 체결하몌 세리에A 구단인 나폴리에 합류했다.